# Simprulla
Simprulla là một chi nhện trong họ Salticidae.